# 平賀興貞
平賀 興貞（ひらが おきさだ）は、戦国時代の武将。安芸の国人領主、平賀氏当主。平賀弘保の嫡男。

## 生涯
明応7年（1498年）、安芸国の国人領主である平賀氏当主・平賀弘保の嫡男として生まれる。初めは大内氏に属し、元服時に大内義興の偏諱を受けて興貞と名乗る。
大永3年（1523年）の鏡山城の戦いで大内方の鏡山城が落城すると、同年に父・弘保が防御に優れた頭崎城を築いた。興貞は期待されてこの頭崎城に城主として入ったが、後に大内氏・尼子氏への対応で父・弘保や子の隆宗・新九郎（後の広相）兄弟と意見を異にし、ついには親子で度々争うようになったため、やがて興貞は尼子経久に通じるようになる。
天文9年（1540年）、大内義隆の命を受けた毛利元就が高屋保へと進出し、1月末までに頭崎城を攻略した。敗れた興貞は近隣の篁山山頂付近に竹林寺を再建して出家した。家督は隆宗が継いだ。
天文21年（1552年）11月25日に死去。享年55。

## 参考資料
- 岡部忠夫『萩藩諸家系譜』マツノ書店、1999年1月。
- 『萩藩閥閲録』
- 『歴史群像「毛利戦記」』（学研）